# ناوره

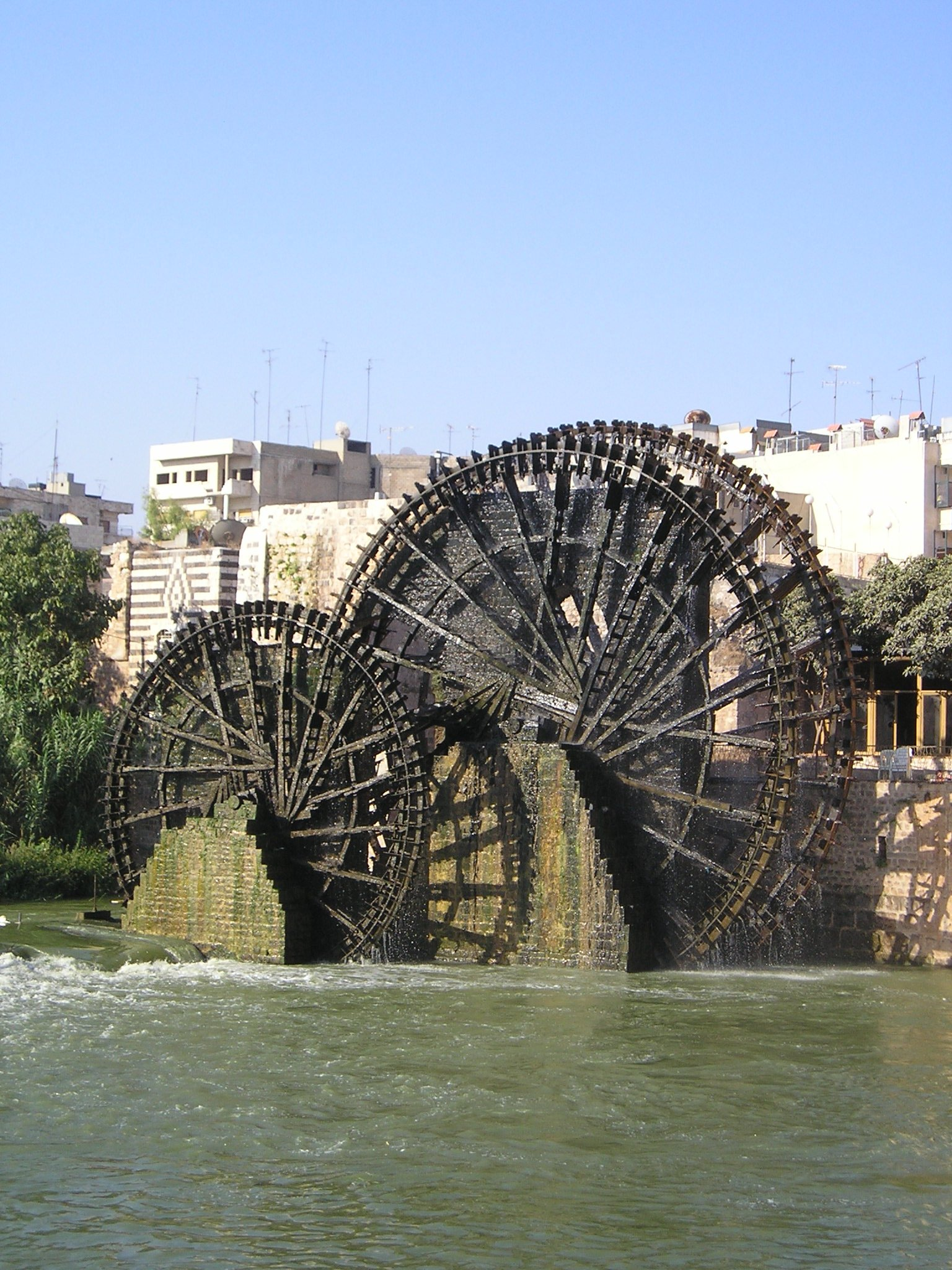
چرخ‌های آبی حمات در رود عاصی در سوریه

ناوره (عربی: ناعورة، nā'ūra، جمع نواعیر nawā'īr، از سریانی: ܢܥܘܪܐ، nā'orā، روشن "growler") دستگاه نیروگاهی است که با انرژی آبی برای جا به جایی آب به یک قنات کوچک، یا به منظور آبیاری یا تأمین آب شهرها و روستاها، استفاده می‌شود.

## ریشه‌شناسی
کلمه ناوره از عربی nā'ūra (ناعورة) گرفته شده‌است که از فعل عربی به معنای «ناله» یا «غر زدن» می‌آید، با توجه به صدایی که هنگام چرخش ایجاد می‌کند.

## کارکرد
ناوره با استفاده از انرژی حاصل از جریان رودخانه عملکرد انتقال آب از یک ارتفاع کمتر به یک ارتفاع بالاتر را انجام می‌دهد. این وسیله شامل یک چرخ بزرگ و باریک زیر شاخه آب است که لبه آن از یک سری ظروف یا محفظه تشکیل شده‌است که آب را از رودخانه به قناتی در بالای چرخ می‌رساند. مفهوم آن مشابه جک هیدرولیک مدرن است که از قدرت جریان آب برای پمپاژ مقداری از آب رودخانه نیز استفاده می‌کند.